# Paulo de Carvalho
Manuel Paulo de Carvalho da Costa ComL (Lisboa, 15 de maio de 1947) é um cantor, músico e compositor português.

## Biografia
Filho de Aureliano Bragança da Costa e de sua mulher Adriana de Carvalho, Paulo de Carvalho começou como baterista. Em 1963 foi um dos fundadores dos Sheiks. O sucesso da carreira da banda, a que chamaram «os Beatles portugueses», pôs-lhe fim às veleidades futebolísticas nos juniores do Benfica.
Participa no espectáculo televisivo "A Rua de Elisa" do Duo Ouro Negro.
Em 1968 a tropa pôs fim à banda. Regressado à vida civil fez parte de vários grupos, entre eles a Banda 4, o projecto Fluido e o Thilo's Combo de Thilo Krasmann.
O EP da Banda 4 é lançado na segunda metade de 1968. Em 1969 formou o grupo de rock psicadélico Fluido com Filipe Mendes (Chinchilas), Edmundo Silva (ex-Sheiks, ex-Banda 4) e Cristiano Semedo (ex-Banda 4). Tratava-se de um projecto músico-cultural com a colaboração de Vasco Noronha e Dórdio Guimarães.

### Anos 70
Apesar de nos dois primeiros projectos ser o vocalista principal, só em 1970 inicia uma carreira verdadeiramente a solo ao ser convidado, por Pedro Osório e Carlos Portugal, para tocar "Corre Nina", no da cancao Canta "Walk On The Grass" de Manolo Díaz.
Obtém o Prémio Casa da Imprensa para melhor intérprete, pelo seu trabalho de vocalização em "Corre, Nina" e "A Casa da Praia" (este da autoria de Vasco Noronha e Paulo de Carvalho).
Em 1971 fica em segundo lugar no Festival RTP da Canção com "Flor Sem Tempo", com música de José Calvário e letra de José Sottomayor. Colabora também com o grupo Pentágono.
A Phonogram edita, em 1971, o LP Paulo de Carvalho com temas dos Fluido gravados em inglês e em Português. O disco inclui "Flor Sem Nome" e "Walk On The Grass" em versões instrumentais dos Sindicato (a banda de Jorge Palma).
A Movieplay lança o álbum Eu, Paulo de Carvalho, gravado em Madrid, com as faixas "It's Been A Long Time" (Paulo de Carvalho-Vasco Noronha), "Don't Leave Me Alone" (João Gonçalves), "Ana" (Luís Pedro Fonseca), "Waiting For The Bus" (Manolo Diaz), "Bitter Wine" (Kevin Hoidale), "Keep Your Love Alive" (Kevin Hoidale), "You Must Be Free, Bird" (João Gonçalves), "Walk On The Grass" (Manolo Diaz), "Peter And Paul" (Rui Ressurreição-Isabel Motta) e "A Flower To Be Free" (José Calvário-José Sottomayor).
É lançado o disco colectivo Festival de Camaradagem com Paulo de Carvalho, Fernando Tordo, Duo Orpheu e José Carlos Ary dos Santos.
Participa no filme "Perdido por Cem" de António-Pedro Vasconcelos onde interpreta o tema título ["Menina e Moça" no filme].
O cantor decide, em cima da hora, não participar no Festival RTP da canção de 1972 mas ainda lança um single com versões dos temas "Esta Festa das Cidades" e "Vamos Cantar de Pé", apresentados no certame.
Ainda em 1972, participa no VII Festival Internacional do Rio de Janeiro com a canção "Maria, Vida Fria", de José Niza e Pedro Osório. José Afonso também participou nesse festival.
Marca presença, conjuntamente com Tonicha, Teresa Silva Carvalho e com o director musical Thilo Krasmann, na 14.ª edição da Taça da Europa de Cantares de Knokke.
Em Fevereiro de 1973 participa no Festival RTP da Canção com "Semente".
No verão de 1973 dá-se uma transferência da Movieplay-Procope para a Orfeu-Arnaldo Trindade. Viaja até Madrid para gravar o seu primeiro LP de originais. É editado o single "Animal Farm/I'll Be There With You" com música de Paulo de Carvalho e José Calvário e letras de Kevin Hoidale.
Vence o Festival RTP da Canção de 1974 com E Depois do Adeus. Esta canção foi uma das senhas para o Revolução dos Cravos. Na Eurovisão ficou em último lugar ex-aequo com as canções representantes da Noruega, Alemanha e Suíça.
Escreve o hino do Partido Popular Democrático, a convite de Francisco Sá Carneiro.
Em 1975 regressa ao Festival RTP da Canção com os temas "Com Uma Arma, Com Uma Flor" e "Memória". Obtém o prémio de interpretação no festival de Slantchev Briag, Bulgária.
Entretanto inicia uma parceria com o músico Júlio Pereira de que resultam os álbuns Não De Costas Mas De Frente (1975) e M.P.C.C. (1976).
Em 1976 estreia-se como compositor para outros com a canção "Lisboa Menina e Moça", celebrizada por Carlos do Carmo.
É um dos fundadores da cooperativa artística "Toma Lá Disco", com Ary dos Santos, Fernando Tordo, Joaquim Pessoa, Carlos Mendes, Luís Vilas Boas, José Luís Simões, entre outros.
Grava um LP com a colaboração do Trio Araripa, com arranjos do contrabaixista José Eduardo. O disco é editado em 1977.
Entretanto, casara com Fernanda Borges, da qual se divorciara e de quem tem um filho, Paulo Nuno Borges de Carvalho da Costa.
Vence o Festival RTP da Canção de 1977 com Os Amigos. Participa no Festival da OTI 1977, realizado em Madrid, com "Amor Sem Palavras, com texto de Joaquim Pessoa. Colabora também no disco Discretamente de Very Nice.
Ainda em 1977 casa pela segunda vez em Lisboa a 11 de Julho com Teresa Maria Lobato de Faria Sacchetti (Lisboa, Santa Isabel, 3 de Junho de 1952), filha de António de Vilas-Boas Romano e Vasconcelos Barreto Ferraz Sacchetti, Representante do Título de Visconde da Granja, e de sua mulher Rosa Lobato de Faria, da qual tinha já uma filha, Mafalda Sacchetti, nascida a 12 de Março. Divorciados, ela casou novamente com Manuel Marques Correia.
Em 1978 grava o álbum Volume I que inclui canções como "Nini dos Meus Quinze Anos", "Gostava de Vos Ver Aqui" e "Cab'Verde na Estrela". O disco conta com arranjos de Pedro Osório e colaboração de Fernando Assis Pacheco.
Com nomes como Ary dos Santos, Joaquim Pessoa, Fernando Tordo e Carlos Mendes e José Luís Simões, grava Os Operários do Natal, uma das mais importantes obras discográficas para crianças que se fizeram em Portugal.
Em 1979 inicia actividade como produtor discográfico e A&R nacional, na editora Nova, para a qual cria a etiqueta Boom (Adelaide Ferreira, Manuela Moura Guedes, etc...).
Os Sheiks regressam em 1979 para uma série de 13 programas da RTP. O grupo grava os discos Pintados de Fresco e Sheiks com Cobertura. Em 1979 grava Cantar de Amigos em conjunto com Tózé Brito.

### Anos 80
Em Março de 1980 obtém o 2.º lugar no Festival Internacional de Viña del Mar, Chile, com "Mi Amor Por Ana". No Festival SOPOT da Polónia obtém o prémio para melhor intérprete.
Grava o álbum Até Me Dava Jeito com canções como "10 Anos". O disco conta com a participação especial de Rui Veloso.
Assina contrato com a Polygram, a convite de Cláudio Condé e Tózé Brito. Grava em Espanha, com produção de Joni Galvão, o álbum Abracadabra, com canções como "Executivo" e "Abracadabra".
Em 1982 recebe o prémio da casa da imprensa.
Edita Cabra Cega, gravado novamente em Madrid e com Joni Galvão, onde é acompanhado pelos músicos Carlos Araújo, André Sarbib, Miguel Braga, Zé Rato e Fernando Nascimento. Assim nasce o Quinteto de Paulo de Carvalho.
A compilação A Arte e a Música de Paulo de Carvalho é lançada em 1982 reunindo alguns dos êxitos assinados entre os anos de 1971 e 1981.
Com o seu Quinteto, que entretanto passa a integrar Helena Isabel (com a qual acaba por se casar e ter um filho, Bernardo Correia Ribeiro de Carvalho da Costa (Agir), em 1987), participa no Festival RTP da Canção de 1984 com o tema "(Já) Pode Ser Tarde".
O álbum Desculpem qualquer coisinha, de 1985, para o qual convidou o guitarrista Alcino Frazão, inclui o grande sucesso "Meninos do Huambo" de Ruy Mingas e Manuel Rui. É o primeiro disco de Ouro da sua carreira.
Em 1986 lança novo disco, Um Homem Português, acompanhado principalmente pela guitarra portuguesa de Alcino Frazão. Inclui "Mesa no café" com poema de Mário de Sá-Carneiro.
Assina com a CBS e grava o disco Terras da Lua Cheia, com a colaboração de Luís Oliveira. "Prelúdio-Mãe Negra", uma das canções desse disco, tem poema da angolana Alda Lara. Outro dos temas é "Coração Vagabundo" com Carlos do Carmo e a filha, Mafalda Sacchetti, canta em "Quando Eu For Grande".
Em 1989, com Carlos Mendes, Fernando Tordo e Pedro Osório participa em, Só Nós Três, um dos espectáculos mais importantes da nossa música ligeira.[carece de fontes?]

### Anos 90
Em 1991 entra para a UPAV (União Portuguesa de Artistas de Variedades).
Grava o álbum Gostar de Ti com temas como "Gaivota", "Deixa Lá O Pior já Passou" e "Para um Amigo". Dos músicos participantes destacam-se Armindo Neves e Paulo Jorge Santos (guitarra portuguesa).
Em 1992 grava a quarta banda sonora da série de desenhos animados "Boa noite, Vitinho!", transmitida diariamente pela RTP1, e grava ainda o tema "Cantiga de Embalar II" em dueto com Lena d'água. Esses temas foram editados nesse ano pela Sony Music Portugal na coletânea musical "Vitinho apresenta... os Êxitos da Pequenada".
É um dos autores do tema "Cidade Até Ser Dia" de Anabela que venceu o Festival RTP.
Por ocasião dos 30 Anos de Carreira é homenageado pela Casa de Imprensa na Grande Noite do Fado.
Inicia o projecto Música D'Alma, onde participam músicos e compositores de cultura Ibérica e Africana, tais como Vicente Amigo (Espanha), Tito Paris (Cabo Verde), Felipe Mukenga (Angola) e Mingo (Moçambique). O projecto edita um disco com o mesmo nome e realiza espectáculos no Canadá e Cabo Verde, bem como uma digressão em Portugal.
Inicia uma colaboração com a Fundação Nacional da Luta Contra a Sida e com as ONGS, participando em espectáculos e compondo músicas cujos direitos revertem a favor da luta contra a Sida. "Aparecida" apareceu no Festival da Canção cantada por Zé Carvalho e ficou em 7.º lugar. Mais tarde foi a cantiga da Abraço, no Coliseu.
O espectáculo "Fado em Sinfonia em 23 de Novembro" é apresentado no CCB com a Orquestra Sinfónica Portuguesa sob a direcção do maestro Álvaro Cassuto.
O disco Alma de 1994, gravado nos estúdios Abbey Road com a London Symphony Orchestra, inclui uma versão de "Pomba Branca", em dueto com Dulce Pontes. O trabalho é apresentado ao vivo em Caracas, na Venezuela, com a participação da Orquestra Sinfónica de Caracas.
Os 33 anos de carreira são assinalados em 1995 com a edição do disco 33...Vivo. Inicia colaboração discográfica com a editora BMG.
Fados Meus é o seu trabalho discográfico de 1996 onde colaboram nomes como Carlos do Carmo, Rita Guerra e Maria João. Participa no espectáculo "4 Caminhos".
Em 1997 pede rescisão de contrato com a BMG e inicia uma temporada de actuações no Casino Estoril, onde se mantém até ao final de 1998.
Juntamente com Ivan Lins realiza um espectáculo no Anfiteatro da Doca durante a Expo-98. Participa na banda sonora da novela "Os Lobos" com "Fado" (letra de Dulce Pontes) e "Nesta Lisboa".
Participa, conjuntamente com Rita Guerra, no espectáculo "Dagama - Concerto para 6 Músicos, 2 Cantores e 1 Computador" de Pedro Osório.
Em Outubro de 1999 é editado o disco Mátria produzido por Ivan Lins que também interpreta as duas versões alternativas de "Mulher É Vida" e "O Fado" publicadas no final do disco.

### Anos 2000
Em 2000 participa em dois temas do CD da Campanha Pirilampo Mágico, no geral e em "Talvez em Algum Lugar", um dueto com Lara Li.
Em 2001 (ano do voluntariado) fez a música e deu voz à campanha do voluntariado. O tema "Vai e Faz" foi incluído numa colectânea internacional destinada a celebrar o Ano Internacional do Voluntariado.
A Movieplay lançou em 2002 uma Antologia, seleccionada por José Niza, com 40 das suas melhores canções. Também nesse ano, a Universal Music Portugal publicou a colectânea Paulo de Carvalho.
Em 2003, Paulo de Carvalho realiza uma série de espectáculos denominados "Uma Voz, Uma Vida".
Em Maio de 2004 é editado o CD Cores do Fado que voltou a contar com a colaboração do cantor e compositor brasileiro Ivan Lins.
Em 2006 aceita o convite da editora Farol Música para regravar algumas das suas melhores canções. É lançado o disco Vida que se torna um grande sucesso.
Em 2008 é lançado o disco O Amor com temas como "Canção Para Tito Paris" (com Ivan Lins) e "O Mundo Inteiro". O disco inclui versões de "Meu Fado Calado" (original de Miguel Braga), "É Morna" (Nancy Vieira), "Rockinho Mandado" (Sheiks) e regravações de "Menina da Lua" e "Viva A Vida", gravadas anteriormente por Mafalda Sacchetti e Claud. No disco participam também Agir, Mariza e Tito Paris.
A 8 de Junho de 2009, foi agraciado com o grau de Oficial da Ordem da Liberdade.

### Anos 2010
Lança um DVD e um comemorativo dos 50 anos de carreira e no dia 17 de Setembro de 2012 recebe a Medalha de Ouro da Cidade de Lisboa.
Em 18 de Outubro de 2012 sairia Passado - Presente. Uma viagem ao Universo de Paulo de Carvalho. Um livro de Soraia Simões assente no percurso profissional do artista que partiu de recolhas de conversas gravadas entre a pesquisadora e autora e o músico.
No ano de 2015, no dia 25 de Setembro, atua em Moimenta da Beira no decorrer da 4ª edição da Expodemo, uma feira/festa que faz a apologia à maçã.

### Anos 2020
A 11 de abril de 2023, foi agraciado com o grau de Comendador da Ordem da Liberdade.

### Vida Pessoal
É casado com Susana Lemos, da qual tem duas filhas, Maria e Flor. Foi casado com Teresa Sacchetti, Isabel Bahia (apresentadora da RTP) e Helena Isabel.Os filhos mais velhos são Paulo Nuno, Mafalda Sacchetti, e Bernardo Costa (Agir).

## Discografia

### Álbuns
- Paulo de Carvalho - (LP, Phonogram, 1971)
- Eu, Paulo de Carvalho (LP, Movieplay, 1971) Mov 6.000
- Paulo (LP, Orfeu, 1974) SB 1075
- Não de Costas Mas de Frente - A Música em Que Vivemos (LP, Orfeu, 1975)
- M.P.C.C. - Manuel Paulo de Carvalho Costa (LP, Orfeu, 1976) STAT 035
- Paulo de Carvalho (LP, Orfeu, 1977)
- Vol. 1 (LP, Toma Lá Disco, 1978) tlp009
- Os Operários do Natal - Vários (1978)
- Cantar de Amigos (com Tozé Brito) (Polygram, 1979)
- Até Me Dava Jeito (LP, Orfeu/Polygram, 1980)
- Antologia (10 anos, 12 canções) (LP, Polygram, 1980)
- Cabra Cega (LP, Polygram, 1982)
- Desculpem Qualquer Coisinha... (LP, Polygram, 1985)
- Um Homem Português (LP, Polygram, 1986)
- Terras da Lua Cheia (LP, CBS, 1987)-1988
- Só Nós Três (com Carlos Mendes e Fernando Tordo) (2CD, EMI, 1989)
- Gostar de Ti (CD, UPAV, 1991)
- Música D'Alma (1992) - - projecto Música D'Alma
- Fado Em Sinfonia (CD, Movieplay, 1993) - com Álvaro Cassuto e a Nova Filarmonia
- Alma (CD, PE, 1994)
- 33... Vivo (CD, BMG, 1995)
- Fados Meus (CD, BMG, 1996)
- Mátria (CD, Polygram, 1999)
- Cores do Fado (CD, MDL, 2004)
- Paulo de Carvalho - 2004
- Do Amor (CD, Farol, 2008)
- Vivo - 50 Anos de carreira (CD+DVD, Farol, 2011)
- Duetos de Lisboa (CD, 2012)

### Singles
- The Day of the Angels/Choro/Cantar/Sorrow and Pain (EP, Polydor, 1970) (Fluido)

- Canções de Manolo Diaz (Single, Movieplay, 197) Walk On The Grass/Waiting For The Bus SP20008
- Corre Nina/A Casa da Praia (Single, Movieplay, 1970) SP20010
- Flor Sem Tempo/Flor Sem Tempo (versão Inglesa) (Single, Movieplay, 1971) SP20015
- Ana/Keep Your Love Alive (Single, Movieplay, 197) SP20018
- Perdido Por Cem/Chuvas de Verão (Single, Movieplay, 1972) SP20020
- Esta Festa das Cidades/Vamos Cantar de Pé (Versão em Inglês) (Single, Movieplay, 1972)
- A Veces Llegan Cartas/Algun Dia (Single, Movieplay, 1972) Paulo CBS
- Maria, Vida Fria/Canção de Amor (Obrigado) (Single, Movieplay, 1973)
- For Me (Arrastão)/You Must Be Free Bird (Single, Movieplay, 1973) SP 20.103
- Semente/Terra Lavrada (Single, Movieplay, 1973)
- Summer Love (A Veces Llegan Cartas)/Come Into My Garden (Single, Movieplay, 1973)

- Animal Farm/I’ll be there with you (Single, Orfeu, 1973) KSAT 501
- Dia a Dia/Sair Daqui (Single, Orfeu, 1974) Ksat 506
- E Depois do Adeus/E Depois do Adeus (versão com orq. e coros) (Single, Orfeu, 1974) KSAT 507
- Nambuangongo, Meu Amor (Single, Orfeu, 1974) KSAT 514
- Com Uma Arma, Com Uma Flor/Memória (Single, Orfeu, 1975) KSAT 523
- O "Facho"/Julião Desperta! (Single, Orfeu, 1975) KSAT 536
- (Último) Tango Dos Emigrantes/1926 (Single, Orfeu, 1975) Ksat 541
- Quando Um Homem Quiser/Invenção do Amor (Single, Orfeu) Ksat 546
- Onde É Que Tu Moras/Lisboa Menina e Moça (Single, Orfeu, 1976) Ksat 551
- O Fado das "Caixas"/Trigo Novo (Single, Orfeu, 1976) Ksat 556
- Amor Sem Palavras/Laranjas de Portugal (Single, Orfeu, 1977) Ksat 601

- Amor Sem Palavras/Uma Cantiga de Amor (Single, CFE, 1977)

- Portugal No Coração/Cantiga de Namorar (Single, TLD, 1977) TSL009 - Os Amigos
- Uma Cantiga de Amor/Recado Para O Chico (Single, TLD, 1977) TSL010
- Temos Festa / Instrumental (Single, TLD) TLS020

- À Hora do Concerto /(Inst.) (Single, Boom/Nova, 1979) - com Carlos Mendes Boss 7029
- Nini Dos Meus Quinze Anos/Amor Livre (Single, Boom, 1978) Boom 1003
- Gostava de Vos Ver Aqui/Domingo Na Praia (Single, 1979) Boom 1005

- Olá, Então Como Vais? / Amor É (Quase Sempre) Assim (Single, Polygram, 1979) Philips 6031108 - com Tozé Brito
- 10 Anos / Lindinha (Single, Polygram, 1981) Philips 6031179
- Abracadabra / Executivo (Single, Polygram, 198) 6031207
- (Já) Pode Ser Tarde / (Já)Pode Ser Tarde (versão especial dança) (Single, Polygram, 1984) [Quinteto Paulo de Carvalho]
- Os Meninos de Huambo / Balada para uma Boneca de Capelista (Single, Polygram, 1985) Philips 884 045-7
- Um Homem Português/De Viva Voz (Single, Polygram, 1986)

- Prelúdio (Mãe Negra)/Terras da Lua Cheia (Single, CBS) CBS 651264 7
- Coração vagabundo/Pirava-me Daqui (Single, CBS, 1987) CBS 651475 7
- Boa Noite Vitinho IV / Cantiga de Embalar (Single, CBS, 1992)

### Compilações
- 10 anos de Cantigas [Paulo de Carvalho/Fernando Tordo]
- A Arte e a Música de Paulo de Carvalho (compilação, Polygram, 1982)
- Antologia 40 Anos (2CD, Movieplay, 2002)
- Melhor dos Melhores (Compilação, Movieplay)
- Meninos do Huambo : Colecção Caravela (Compilação, EMI, 1997)
- Clássicos da Renascença (Compilação, Movieplay)
- Vida (compilação, Farol, 2006)

## Participações Vocais
- Boa noite, Vitinho! (IV) e Cantiga de Embalar, em dueto com Lena d'Água (CD, Sony Music, 1992)
- Very Nice - Discretamente (1977) - "Do Outro Lado da Barreira"/"a) Vem Ver; b) Coro das Crianças; c) Vou-me Soltar"
- Otis -
- Pensa Nisto!... Todos Diferentes Todos Iguais (1996)- Todos Diferentes Todos Iguais
- Canções Proibidas - Cancioneiro do Niassa (1999) - Fado do Checa
- Miguel Braga -
- José Cid (2001) - O Pintor Não Morreu
- Donna Maria - Donna Maria (2004) - Quase Perfeito
- Jardim da Bicharada (2007)

## Comentários
"Comecei por cantar pop-rock com os "Sheiks", depois cantei ligeira e mais tarde um rock-funky-jazz, porque gosto de experimentar novos desafios, mas acho que baralhei o meu público. Percebi que estava a fazer tudo errado e a partir de 1985 achei que me devia preocupar mais com as minhas raízes. Se eu sou de Lisboa e a música da cidade é o fado, decidi partir deste e misturá-lo com os sons de culturas a que estamos ligados há séculos e a africana é uma delas. E é esta a música que estou a fazer e a que chamo etno-urbana. Portanto a minha música do futuro é etno-urbana, designação que inventei." (PC/Correio da Manhã)
"Muitos dos momentos que têm importância para as pessoas não serão os que têm importância para mim. Por exemplo: conhecer o Manolo Diaz (compositor), que escreveu "Walk On The Grass" para eu cantar, os momentos de convívio, a finalização da música em estúdio... " (PC/Correio da Manhã)
"Ganhar o Festival RTP da Canção em 1974 não foi das coisas mais importantes para mim... provavelmente foi mais importante ter convidado o baterista Pedro Taveira (que, infelizmente, já morreu) para ir tocar comigo o «Flor sem tempo» ao Festival de 1971. Ter trabalhado com a Orquestra Filarmónica em Londres, ter gravado no ex-estúdio dos Beatles. Ter trabalhado com o Ivan Lins e os outros músicos no "Mátria" e depois ter ido ao Brasil com eles, fazer espectáculos em clubes de jazz do Rio de Janeiro, foi muito mais importante do que o não sucesso que o disco teve." (PC/Correio da Manhã)
Paulo de Carvalho Antologia 40 anos foi editado em Junho de 2002. "Disco duplo com 40 cantigas, uma por cada ano que comemoro e a selecção é do José Niza. É um disco que atravessa quatro décadas, desde os Sheiks até ao último disco, Mátria, com alguns temas que nunca saíram em CD, estavam nos arquivos da editora e são anteriores a 1974." PC
"Alfredo Delgado, um ex-jornalista, ex-homem da rádio. Sabe mais da minha vida do que eu. Vamos tentar que seja publicada [uma biografia sobre Paulo de Carvalho]". PC